# AI Seoul Summit
L'AI Seoul Summit 2024 è stato un evento internazionale organizzato congiuntamente dai governi della Corea del Sud e del Regno Unito. La Dichiarazione di Seoul è stata adottata per affrontare la tecnologia dell'intelligenza artificiale e le sfide e opportunità connesse.

## Contesto
Il vertice di Seul sull'intelligenza artificale (abbreviata con la sigla IA) è il secondo incontro di questo tipo dopo il vertice sulla sicurezza dell'IA tenutosi nel Regno Unito nel novembre 2023. Nella Dichiarazione di Bletchley, i Paesi partecipanti avevano concordato di dare priorità all'identificazione dei rischi per la sicurezza dell'IA di interesse comune, mentre a Seul i leader hanno anche riconosciuto l'importanza dell'IA.

## Partecipanti
Al vertice hanno partecipato i leader del G7, tra cui Stati Uniti, Canada, Francia e Germania, Corea del Sud, Singapore e Australia, rappresentanti delle Nazioni Unite, dell'Organizzazione per la cooperazione e lo sviluppo economico e dell'Unione europea.
Erano presenti anche rappresentanti di aziende globali come Elon Musk,  (amministratore delegato di Tesla), Lee Jae-yong (presidente di Samsung Electronics), delegazioni di ChatGPT, OpenAI, Google, Microsoft, Meta e di Naver, il principale operatore di portali della Corea del Sud.

## Centro di ricerca sulla sicurezza dell'IA
(Yoon Suk Yeol, presidente della Corea del Sud)
Il Ministro della scienza Lee Jong-ho ha dichiarato che la Corea del Sud aveva in programma l'apertura di un Istituto per la sicurezza dell'IA nel 2024.  Ha inoltre espresso l'intenzione di rafforzare la cooperazione per lo sviluppo di standard a livello internazionale.

## Risultati

### Dichiarazione di Seul per un'IA sicura, innovativa ed inclusiva
La Dichiarazione di Seul è stata adottata al vertice dai leader che rappresentano l'UE, gli Stati Uniti, il Regno Unito, l'Australia, il Canada, la Germania, la Francia, l'Italia, il Giappone, la Corea del Sud e Singapore.
La dichiarazione è un impegno a promuovere la cooperazione internazionale per contribuire allo sviluppo di quadri di governance dell'IA interoperabili tra i vari Paesi, in parte integrando il Codice di condotta internazionale del processo di Hiroshima per le organizzazioni che sviluppano sistemi avanzati di IA. Sostiene lo sviluppo di un'IA antropocentrica in collaborazione con il settore privato, il mondo accademico e la società civile.

### Dichiarazione ministeriale di Seul per il progresso della sicurezza dell'IA
Al vertice è stata sottoscritta anche la Dichiarazione ministeriale di Seoul, una dichiarazione congiunta che chiede il miglioramento della sicurezza, dell'innovazione e dell'inclusività delle tecnologie di IA. Il documento è stato adottato dai ministri di Australia, Canada, Cile, Francia, Germania, India, Indonesia, Israele, Italia, Giappone, Kenya, Messico, Paesi Bassi, Nigeria, Nuova Zelanda, Filippine, Corea del Sud, Ruanda, Arabia Saudita, Singapore, Spagna, Svizzera, Turchia, Ucraina, Emirati Arabi Uniti, Regno Unito e Stati Uniti, nonché da un rappresentante dell'UE. Mira a sviluppare chip a basso consumo di energia, poiché il settore dell'IA è in rapida espansione ed energivoro.